# SC Viktoria Nürnberg
SC Viktoria Nürnberg is een Duitse sportclub uit de stad Neurenberg. De club is actief in voetbal en zwemmen.

## Geschiedenis
De club werd opgericht in 1925. De voetbalafdeling speelde in 1944/45 in de Gauliga Bayern, de toenmalige hoogste klasse, waar de club derde werd in de groep Mittelfranken. De club vormde een KSG (Kriegsspielgemeinschaft) met SV Wacker Nürnberg en Pfeil Nürnberg. Hierna zonk de club weg in de anonimiteit en speelt tegenwoordig in de laagste reeksen.